# Élisabeth Roudinesco
Élisabeth Roudinesco (em romeno:  Rudinescu; nascida em 10 de setembro de 1944) é historiadora e psicanalista francesa, pesquisadora afiliada em história na Universidade Paris Diderot, no grupo "Identités-Cultures-Territoires". Mantém um seminário sobre a história da psicanálise na École Normale Supérieure. Biógrafa de Jacques Lacan e Sigmund Freud, trabalhou principalmente na divulgação da psicanálise em todo o mundo, mas também publicou sobre a história da Revolução Francesa, perversões, filosofia e judaísmo. Foi premiada com o Prix Décembre 2014 e o Prix des Prix 2014 por sua biografia de Freud, "Freud, In his Time and Ours", publicada pela Harvard University Press. Seu trabalho foi traduzido para trinta idiomas.

## Biografia
Roudinesco nasceu em setembro de 1944, em Paris, em uma família judaica recém-libertada, e cresceu nesta cidade. Sua mãe era Jenny Aubry, née Weiss, filha da burguesia judeu-protestante, renomada psicanalista e neuropediatra de hospital que passou a vida inteira cuidando de crianças sofridas: abandonadas, doentes e em dificuldades. Ela era uma anglófila que, na década de 1950, apresentou na França as teorias de John Bowlby sobre a importância do cuidado materno e trabalhou em colaboração com a Tavistock Clinic em Londres. Ela era amiga de Jacques Lacan - e cuja irmã era a feminista Louise Weiss, da família Javal. Seu pai era o médico Alexandre Roudinesco, de origem romena, que tinha "uma paixão pela história e uma biblioteca fenomenal". Ele nasceu em Bucareste, em um ambiente judeu e francófilo, e seu pai havia sido editor.